# جائزة فرنسا الكبرى للدراجات النارية 2003
جائزة فرنسا الكبرى للدراجات النارية 2003 هو سباق دراجات نارية أقيم بتاريخ 25 مايو 2003. كان الجولة الرابعة من أصل 16 في سباق الجائزة الكبرى للدراجات النارية موسم 2003. فاز الإسباني سيت جيبيرنو بفئة الموتو جي بي بينما جاء الإيطالي فالنتينو روسي في المركز الثاني وحصل على المركز الثالث البرازيلي أليكس باروس.

## وصلات خارجية
- الموقع الرسمي